# Campionato argentino di calcio 1891
Il campionato di calcio argentino 1891 fu il primo campionato di calcio che venne disputato in Argentina, dal 12 aprile al 6 settembre, nonché la prima competizione calcistica ufficiale ad essere giocata fuori dal Regno Unito. Venne organizzato dalla Association Argentine Football League nel marzo 1891; vide la partecipazione di cinque squadre. Una sesta squadra, Hurlingham AC, si era iscritta ma si ritirò prima dell'inizio. Il campionatò terminò con l'Old Caledonians e il Saint Andrew's prime a pari merito, casistica che non era stata prevista prima. Così l'AAFL dichiarò entrambe vincitrici.
Il Buenos Aires and Rosario Railways era una squadra composta da dipendenti britannici della ditta Buenos Aires and Rosario Railway (conosciuta anche come Ferrocarril Buenos Aires y Rosario) che stava costruendo la linea ferroviaria da Buenos Aires a Rosario.
Entrambe le squadre vincitrici erano composte di scozzesi che lavoravano per ditte che all'epoca stavano posando acquedotti e linee fognarie a Buenos Aires.

## Classifica finale[1]
| Pos. | Squadra                           | Pt | G | V | N | P | GF | GS | DR  |
| ---- | --------------------------------- | -- | - | - | - | - | -- | -- | --- |
| 1.   | Old Caledonians                   | 13 | 8 | 6 | 1 | 1 | 32 | 11 | +21 |
| 2.   | Saint Andrew's                    | 13 | 8 | 6 | 1 | 1 | 23 | 12 | +11 |
| 3.   | Buenos Aires and Rosario Railways | 7  | 8 | 3 | 1 | 4 | 15 | 20 | -5  |
| 4.   | Belgrano FC                       | 5  | 8 | 2 | 1 | 5 | 13 | 20 | -7  |
| 5.   | Buenos Aires FC                   | 2  | 8 | 1 | 0 | 7 | 6  | 23 | -17 |

### Spareggio
L'AAFL aveva preparato le medaglie per una sola squadra e non aveva i soldi necessari per farne fare delle altre, così decise di fare disputare uno spareggio tra le due vincitrici per determinare la squadra alla quale sarebbero state consegnate, come previsto. Il Saint Andrew's vinse per 3-1 grazie ad una tripletta di Charles Moffat.
| Arbitro: | J. Wilson |

| |            | |
| Moffat , | Marcatori  | E. Wilson                                                                                              |
| Carter P Penman D Waters D Francis C Barner C A. Buchanan C Caldwell A Moffat A Lamont A Morgan A J. Buchanan A | Formazioni | P Gibson D Scott D Riggs C Angus C Phillips C Smith A White A Clark A Sutherland A E. Wilson A Corsner |

## Classifica marcatori[3]
| Gol |  |  | Giocatore | Squadra                           |
| --- |  |  | --------- | --------------------------------- |
| 7+  |  |  | F. Archer | Buenos Aires and Rosario Railways |